# 慶暦の治
慶暦の治（けいれきのち）は、北宋第4代皇帝仁宗の治世を評価した語。慶暦は当時の元号による。

## 概要
仁宗の治世になると、同平章事（宰相）の呂夷簡の下で社会が安定し、また建国以来の文治主義の浸透によって見識の高い政治家・文人が続々と登場した。韓琦・范仲淹・富弼・司馬光・欧陽脩・張載・蘇洵・曾鞏・胡瑗・邵雍・周敦頤・梅堯臣・孫復・石介・余靖・尹洙・呂誨らがその代表格である。
その一方で、契丹・西夏との対外的な緊張は続き、毎年の歳幣・歳賜によって平和を維持し、財政問題から冗官・冗兵の整理が課題となっていた。だが、慶暦の党議・慶暦の新政と政治的議論とそれに伴う政府攻撃ばかりが盛んとなり、北宋衰退の遠因が生み出された時代でもあった。